# ستيليا آيروسبيس
ستيليا آيروسبيس (بالإنجليزية: Stelia Aerospace)‏، هي شركة تقوم بتصميم وتصنيع هياكل الطائرات، ومقاعد الطيارين ومقاعد الركاب والمقاعد الفارهة للطائرات وشركات الطيران. تم إنشاء «ستيليا آيروسبيس» في 1 يناير 2015، من اندماج اثنين من وحدات الأعمال من مجموعة إيرباص: (Aerolia) و(Sogerma)، وتعود ملكية الشركة من قبل مجموعة إيرباص، ويقع مقرها الرئيسي في تولوز ، فرنسا.

## وصلات خارجية
- Stelia Aerospace official website
- Stelia North-America official website